# Bořetice
Bořetice är en ort i Tjeckien.   Den ligger i regionen Södra Mähren, i den sydöstra delen av landet, 220 km sydost om huvudstaden Prag. Bořetice ligger 193 meter över havet och antalet invånare är 1 297.
Terrängen runt Bořetice är platt, och sluttar söderut. Runt Bořetice är det ganska tätbefolkat, med 120 invånare per kvadratkilometer. Närmaste större samhälle är Břeclav, 17,2 km söder om Bořetice. Trakten runt Bořetice består till största delen av jordbruksmark.